# Iwona Szafulska
Iwona Szafulska, z d. Paszek (ur. 16 stycznia 1976 w Gliwicach) – polska piłkarka ręczna, wielokrotna reprezentantka Polski, medalistka mistrzostw Polski.

## Życiorys

### Kariera klubowa
Jest wychowanką Sośnicy Gliwice, z którą w 1996, 1999 i 2001 zdobyła wicemistrzostwo Polski, a w 1994 brązowy medal mistrzostw Polski; występowała w tym klubie w latach 1994-2003. W latach 2003–2005 występowała w Vitaralu Jelfa Jelenia Góra, zdobywając dwukrotnie brązowy medal mistrzostw Polski, od 2005 była zawodniczką AZS-u Politechniki Koszalińskiej. Z koszalińskim klubem zdobyła brązowy medal mistrzostw Polski w 2013, po czym zakończyła karierę zawodniczą.

### Kariera reprezentacyjna
W reprezentacji Polski debiutowała 22 stycznia 1997 w towarzyskim spotkaniu z Belgią. Wystąpiła na mistrzostwach świata w 2005 (19 miejsce). Ostatni raz wystąpiła w tej drużynie 10 grudnia 2005 w meczu mistrzostw świata z Danią. Łącznie w biało-czerwonych barwach wystąpiła 52 razy, zdobywając 85 bramek.